# Fűrész István
Fűrész István (Nagylók, 1950. október 27. –) tanár, pályapedagógus, költő.

## Családja
Édesapja Fűrész József, édesanyja Kellner Anna. 1974-ben kötött házasságot Einwachter Máriával, két gyermekük Enikő (1976) tanár, Gábor (1978) asztrofizikus, csillagász.

## Élete
A székesfehérvári Ságvári Endre Gépipari és Híradásipari Technikumban érettségizett, felsőfokú tanulmányait a Kandó Kálmán Műszaki Főiskolán, a Szent István Egyetem Gazdaság- és Társadalomtudományi Karán és a Budapesti Műszaki és Gazdaságtudományi Egyetemen végezte.
1974-től 1982-ig az MMG Automatika Művek Bicskei Gázautomatika Gyára üzemvezetőjeként, majd középiskolai tanárként (Gróf Széchenyi István Műszaki Szakközépiskola) és a Székesfehérvári Szakképzési Centrum pályaorientációs tanácsadójaként dolgozott.
Bár fiatalkora óta ír, szépirodalmi munkáit csak nyugdíjas éveitől kezdte közrebocsátani, elsősorban a fehérvári VÁR folyóiratban. Költeményeit jellemzően időmértékes formában írja.

## Művei

### Szépirodalmi kötetei
- Kölcsönhatások (Dr. Kotász Könyvkiadó, 2023)
- Száz év – Fehérvártól a Balatonig (Fekti Vera festményei és Fűrész István versei, Városi Levéltár és Kutatóintézet, Alba Civitas Történeti Alapítvány, 2023)
- Világlátó (Dr. Kotász Könyvkiadó, 2024)

### Írásai antológiákban
- Fehérvári szép versek (Vörösmarty Társaság, 2022)
- Ég és föld (Dr. Kotász Könyvkiadó, 2023)
- Számadás (Vörösmarty Társaság, 2024)

### Szakmai publikációk (válogatás)
- Kenderfi Miklós – Fűrész István: Szemléletváltás a szakképzésben, a lemorzsolódás megelőzésének pályaorientáció központú megközelítése
- Régi kihívások, új válaszok – a duális szakképzés pályaszocializációt előtérbe helyező, új típusú megközelítése
- Az ember, a gazdaság és a szakképzés

## Díjak, elismerések
- Székesfehérvárért Díj, 1996
- Magyar Arany Érdemkereszt, 2020
- "Kotász Károly 150" irodalmi pályázat, 1. díj, 2022
- Illyés Gyula irodalmi pályázat, 1. díj, 2023